# 194 av. J.-C.
Cette page concerne l'année 194 av. J.-C. du calendrier julien proleptique.

## Événements
- 6 décembre 195 av. J.-C. (15 mars 560 du calendrier romain) : début à Rome du consulat de Publius Cornelius Scipio Africanus (pour la seconde fois) et Tiberius Sempronius Longus[1].
  - Exécution du ver sacrum voué en 217 ; fondation de huit colonies romaines à Pouzzoles, Volturnum, Liternum, Salerne, Buxentum, Sipontum, Tempsa et Crotone[1].
  - Triomphe de Caton à la suite de sa campagne en Espagne citérieure[1].
  - Victoire du proconsul Lucius Valerius Flaccus sur les Boïens et les Insubres qui ont franchi le Pô conduits par Dorulacos près de Mediolanum[2]. Plus tard, le consul Tiberius Sempronius envahit le territoire des Boïens, mais est arrêté par leur nouveau chef Boiorix, qui attaque le camp romain, faisant des centaines de victimes. Les deux belligérants se retirent. Les Boïens auraient perdu 11 000 hommes, les Romains la moitié[3]. Sempronius fait sa jonction avec Scipion et les deux consuls ravagent le pays des Gaulois avant de se rendre en Ligurie[2].
- Printemps[4]: le Sénat romain donne à Titus Quinctius Flamininus l’ordre d’évacuer entièrement la Grèce et de ramener ses troupes en Italie. Flamininus convoque les alliés à Corinthe pour leur annoncer l’évacuation imminente de l’Acrocorinthe, de Chalcis, de Démétrias et d’Oréos[2]. Les derniers soldats romains quittent la Grèce en emportant avec eux de nombreuses œuvres d'art du pays, exposées pendant trois jours à Rome lors du triomphe de Flamininus.

- Scipion Nasica est nommé préteur en Hispanie ultérieure[5]. Il combat les Lusitaniens qu'il vainc à Ilipa.
- Ptolémée V épouse Cléopâtre Ire, fille d'Antiochos III (ou 193 av. J.-C.)[6]. Paix provisoire entre Lagides et Séleucides.

## Décès en 194 av. J.-C.
- Ératosthène de Cyrène, mathématicien grec (date approximative).